# Julius Sporket
Julius Sporket (* 2. Februar 1868 in Barmen; † 19. Juni 1955 in Novo Hamburgo) war ein deutscher evangelischer Pastor und Missionar.

## Ausbildung als Missionar
Sporket war der älteste Sohn der Familie. Er wurde 1882 konfirmiert. Bei seiner Berufswahl entschied sich Sporket trotz seiner schwächlichen Gesundheit für die missionarische Tätigkeit. Er begann eine Ausbildung zum Missionar bei der Rheinischen Missionsgesellschaft.
Es bestand eine enge Zusammenarbeit zwischen der Rheinischen Mission und englischen sowie holländischen Missionsgesellschaften. Dies bewirkte, dass außer Südafrika und der Namib, wo die Barmer mit ihrer Mission begann, auch das damalige Niederländisch-Indien, heute Indonesien, darunter die Inseln Borneo, Sumatra, Nias, sowie die des Mentawai-Archipels und Enggano zu ihren jeweiligen zu Arbeitsfeldern gehörten.
Die Ausbildung in der Rheinischen Missionarsschule in Barmen dauerte von 1889 bis 1895. Ein Jahr dieser Ausbildung war medizinischer Wissensbildung gewidmet. Die Missionare der Rheinischen Mission hatten den Auftrag, missionierend zu wirken und gleichzeitig medizinische Hilfe in Notfällen zu bieten.

## Ordination
Am 7. August 1895 wurde Julius Sporket als Missionar ordiniert.

## Erster Missionierungsauftrag
Sporket sollte als Missionar auf der Insel Nias eingesetzt werden. Vor seiner Entsendung durch die Rheinische Mission traf er seine zukünftige Frau Anna Jacobs (geb. 1869). Es folgte nur die Verlobung, da ihr Vater einer Hochzeit nicht zustimmte. Mündigkeit wurde zu dieser Zeit erst mit dem 30. Lebensjahr zugesprochen. So musste er am 4. Oktober 1895 allein nach Sumatra abreisen. Anna blieb in Holland, wo sie Sprachen lernte und die Krankenpflege erlernte.

## Die Reise
Die Reise per Schiff von Genua nach Padang, Sumatra dauerte vom 17. Oktober bis zum 11. November 1895. Auf der Weiterfahrt nach seinem Einsatzort auf der Insel Nias traf Missionar Sporket andere ansässige Missionare. Auf der Insel Pulotelo befand sich zu dieser Zeit Missionar Landwehr, der an einer starken Malaria erkrankt war. Am 21. November traf Sporket im Hafen Padang auf Sumatra ein und wurde vom Missionar Schrey empfangen. Die Reise nach Silindung im Inneren der Insel war beschwerlich und führte über Pea Radja, wo Missionar Metzler tätig war. Während der Reise erlernte Sporket die einheimische Batak Sprache.

## Missionsarbeit auf Nias
Am 25. April 1896 traf Sporket in dem Hafen Gunungsitoli auf der Insel Nias ein, wo ihm am 14. März 1897 die Leitung der Station Lahagoe übertragen wurde. Diese Station befand sich am Ufer des Flusses Ojo, zehn Minuten Fußwegs von der nächsten Siedlung entfernt. Zu kämpfen hatte Sporket mit Malaria, Fieber und Konflikten mit dem lokalen Häuptling, der seinen Untertanen den Besuch der Mission und des Gottesdienstes verboten hatte. Am 17. August 1897 holte Sporket in Gunungsitoli Waffen und Munition, da Kopfjäger die Umgebung der Mission unsicher machten.
Sporket war der erste Weiße, der die Siedlung Lolomboli im Innern von Nias besuchte. Ihm galt das Misstrauen der Bewohner, die befürchteten, er sei ein Sklavenhändler, der sie der Freiheit berauben wollte. Es folgten Missionierungsarbeiten und medizinische Betreuung Einheimischer in der Umgebung des Flusses Ojo.
Am 5. Dezember 1898 heiratete er Anna Jacobs.
Missions-Inspektor Schreiber besuchte die Station Lahagoe und gab Sporket den Auftrag, eine neue Mission in Moro’o zu gründen. Anna wurde in Lolovoca untergebracht, denn sie litt stark unter Malaria. Sporket begab sich nach Moro’o. Die dortigen Hütten waren mit Idolen und mit Schädeln geschmückt. Nachdem Moro’o zum Christlichen Glauben übergetreten war, wurde die Siedlung von umliegenden Dörfern bedroht. Die Einheimischen fürchteten den Verlust ihrer Freiheit.
Die Tochter Martha wurde am 9. Februar 1900 geboren, am 24. Mai 1901 Sohn Julius Adolf, der am 18. Februar 1904 an Malaria auf Sumatra starb. Am 13. Mai 1904 wurde die Tochter Maria geboren, auch sie wurde von Malaria befallen. Die Region wimmelte von Kopfjägern, erschwert wurde die Lage durch Konflikte mit Moslems und heftige Erdbeben. 1908 wurde Julianna geboren. Julius und Anna Sporket hatten noch einen weiteren Sohn, Walter (* 12. Oktober 1902), und eine Tochter, Emilie (* 11. März 1906), also insgesamt 6 Kinder. Die Tochter Maria ertrank im Alter von 16 Jahren im Rio Taquari in Asilo Pella / Brasilien bei dem Versuch, ein Kind zu retten.
Nach 10 Jahren Aufenthalt auf Nias musste Pastor Sporket mit seiner Familie aus gesundheitlichen Gründen nach Deutschland zurückkehren, um dort die Tropenkrankheiten behandeln zu lassen.

## Neuer Auftrag in Brasilien
Da im Süden Brasiliens ein besseres Klima herrschte als auf Nias, entschied sich Sporket für eine Pfarrstelle in Picada 48, im Süden des Landes.
Später bekam Pastor Sporket die Betreuung der Evangelischen Gemeinde in Nova Petrópolis-RS, Igrejinha, Taquara, und Sapiranga. Seine Gemeinden besuchte er mit dem Pferd. Es ging durch unwegsames Gelände. Oft musste er auf dem Weg mittels einer kleinen Säge Äste umgefallener Bäume beseitigen, um ein Durchkommen für sein Pferd zu ermöglichen.
Seine Frau Anna starb am 17. Februar 1951. Pastor Sporket starb in Novo Hamburgo am 19. Juni 1955.

## Bibliographie
- Patro, Herta: Além do Horizonte, Biografia, A vida de dois missionários pioneiros nas selvas da Indonésia; Editora Amém 1992.

| Personendaten    | Personendaten                                |
| ---------------- | -------------------------------------------- |
| NAME             | Sporket, Julius                              |
| KURZBESCHREIBUNG | deutscher evangelischer Pastor und Missionar |
| GEBURTSDATUM     | 2. Februar 1868                              |
| GEBURTSORT       | Barmen                                       |
| STERBEDATUM      | 19. Juni 1955                                |
| STERBEORT        | Novo Hamburgo                                |